# ファルマス焼き討ち
ファルマス焼き討ち（英: Burning of Falmouth）は、アメリカ独立戦争の始まった1775年10月に、イギリス海軍の艦隊が、マサチューセッツ湾植民地ファルマスの町（現在のメイン州ポートランドであり、現在あるマサチューセッツ州ファルマスやメイン州のファルマスとは異なる）に対して加えた攻撃である。この艦隊はイギリス海軍の海軍大佐ヘンリー・モワットが指揮した。攻撃は艦船から焼夷弾を含む艦砲射撃で始まり、続いて部隊が上陸して町の完全な破壊を行った。この攻撃は植民地側愛国者の活動を支援する港に対して続いた戦争初期の報復行動とされるものの中で、唯一大きなものになった。
この攻撃の報せを受けた植民地の中では、イギリスの権威に対する拒否反応が起こり、独立政府の樹立に繋がっていった。また海上をイギリス海軍が支配する構造に対抗するために、第二次大陸会議が大陸海軍の結成を決断することになった。モワットと彼に遠征を命じた上官のサミュエル・グレイブス海軍中将はこの結果として軍歴に傷が付くことになった。

## 背景
1775年4月19日のレキシントン・コンコードの戦いの後、イギリス軍はボストン市で包囲された。ボストン市のイギリス軍はサミュエル・グレイブス海軍中将が指揮するイギリス海軍に支援され補給を受けていた。グレイブスは急拡大する反乱を抑圧するよう海軍本部から指示を受けていた。その命令の下に、船舶は植民地の軍需貯蔵品を持っていないか捜索され、軍事的な通信の可能性がないか探られた。ドック入りしていた船舶は私掠船として使われないようマストや梯子などの艤装を外され、手近にある最近の難船からはや軍用装置が引き揚げられた。
1775年5月、ペノブスコット川の河口で、地元愛国者がボストンへの補給物資とパウノール砦からの武器を運ぶ数隻の船を捕獲した（トンプソンの戦争）。このときヘンリー・モワット大佐はファルマス港（現在のメイン州ポートランド）に居た。グレイブスの受けた海軍省命令（1775年5月発行、グレイブスは10月4日に受けた）は、「反乱者を抑圧するために最も有効と判断するところに従い、海岸部で作戦を遂行すること」を求めていた。グレイブスはモワットに「我が海軍の艦船が近づける海港を燃やして破壊し、特にスクーナーHMマーガレッタが拿捕されたマチャイアスを攻撃すること」と命令した（マチャイアスの海戦を参照）。

## ファルマスへの航海
モワットは1775年10月6日、その16門搭載海洋観測用スループHMSキャンソーに乗艦し、20門搭載艦キャット、12門搭載スクーナーHMSハリファックス、臼砲スループHMSスピットファイア、およびその補給船HMSシンメトリーと共にボストン港を出発した。モワットが受けていた指示は可能性がある多くの標的に対するもので幅広かったが、建物の間隔が大きく、艦砲射撃では効果を出せないようなケープアンの港に対する攻撃を選んだ。10月16日、ファルマス港の外に到着し碇を降ろした。
ファルマスの住人はイギリス艦隊の出現に対して様々な反応を示した。キャンソーを見て危険はないものと考える者もいたが、トンプソンの戦争を覚えていた民兵は疑念を抱いた。翌日は無風だった。モワットは小錨の索を引っ張ってフォア川に入り、町の近くで碇泊した。副官の一人を町に派遣し、町が反乱状態にあるために「懲罰を実行する」ために来たという声明書を持たせた。町の住民には脱出するために2時間の猶予を与えた。
町の住人はこの最後通告を受け取るやいなや、モワットの慈悲を請う代表団を派遣した。モワットは、町が国王への忠誠を誓うならば砲撃を止めると約束した。町民は小火器と火薬、さらには砲架を全て差し出す必要もあった。これに対して、ファルマスの町民は町から退出を始めた。忠誠の誓いは行われなかった。少数のマスケット銃が差し出されたが、砲架は無かった。

## 攻撃

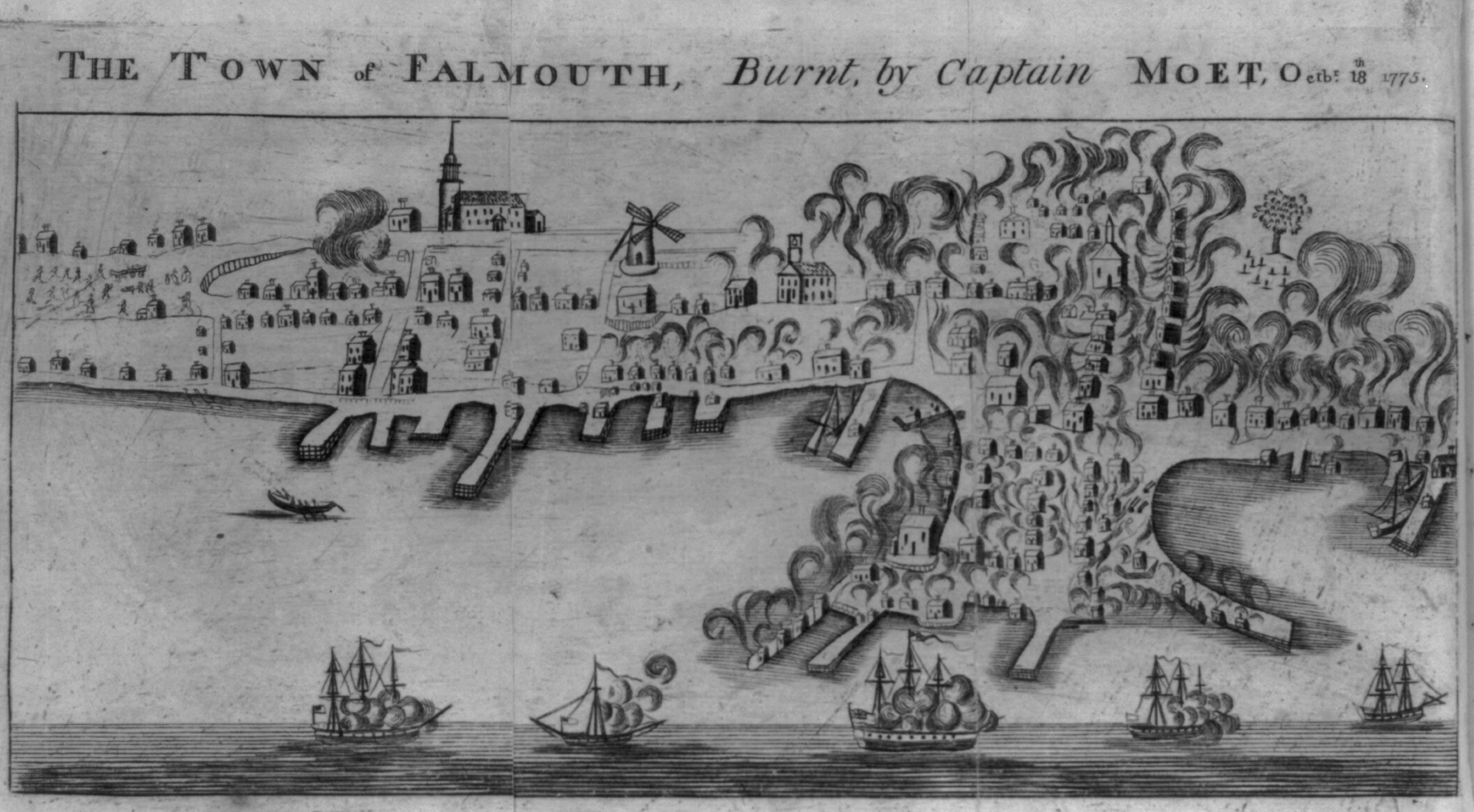
1782年に描かれたファルマス焼き討ちの版画

モワットはこの町の反応に対して10月18日午前9時に攻撃を開始させることとした。9時40分までに町は無人になったように見えたので、キャンソーのマストに赤い旗を揚げさせ、艦隊に砲撃を開始するよう命じた。港の施設や家屋、公共建築の大半に焼夷弾で火が付けられた。ある目撃者が次のように記していた。
モワットが艦砲射撃ではそれ以上は適当でないと見たときに、上陸部隊を送って残っていた全ての建物に火を付けさせた。町の民兵隊は自分の家の安全を確保するために動いていた者が多かったので、ほとんど抵抗らしい抵抗を見せなかった。それでも上陸したイギリス軍海兵隊の数人が戦死し、あるいは負傷した。モワットに拠れば、夜までに「町全体が一つの火に包まれた」と記していた。

## 焼き討ちの後
モワットはこの焼き討ちの後でブースベイに向かい、幾らかの家屋に火を付け、家畜を求めて襲撃を行ったが、その遠征はこれで終わりとなった。艦船の甲板は長時間の砲撃に耐えられるほど補強されておらず、砲架から飛び出した大砲も多かった。モワットの艦隊はボストンに戻り、冬が来るまでそこに留まった。グレイブス提督は1775年12月に解任され、懲罰的襲撃は次第に下火になっていった。イギリス軍が革命愛国者側から軍事的な損失を被り、その報復を行った最後期のものは、バージニア植民地最後の総督第4代ダンモア伯ジョン・マーレイがけしかけて行わせた1776年1月1日のノーフォーク焼き討ちだった。

### 損害額の推定
この焼き討ちで400以上の建築物と家屋が損傷を受け、破壊された。モワットがグレイブス提督に提出した報告書では、港にいたものだけで11隻の小船舶が破壊され、4隻を捕獲したが、水兵1人が殺され、1人が負傷した。ファルマスの町民は寒い冬に向かって自力でやっていくしかなくなっていた。1か月後に町を訪れた者が「ファルマスには住まいも食べ物も生活用品も」無かったと報告した。

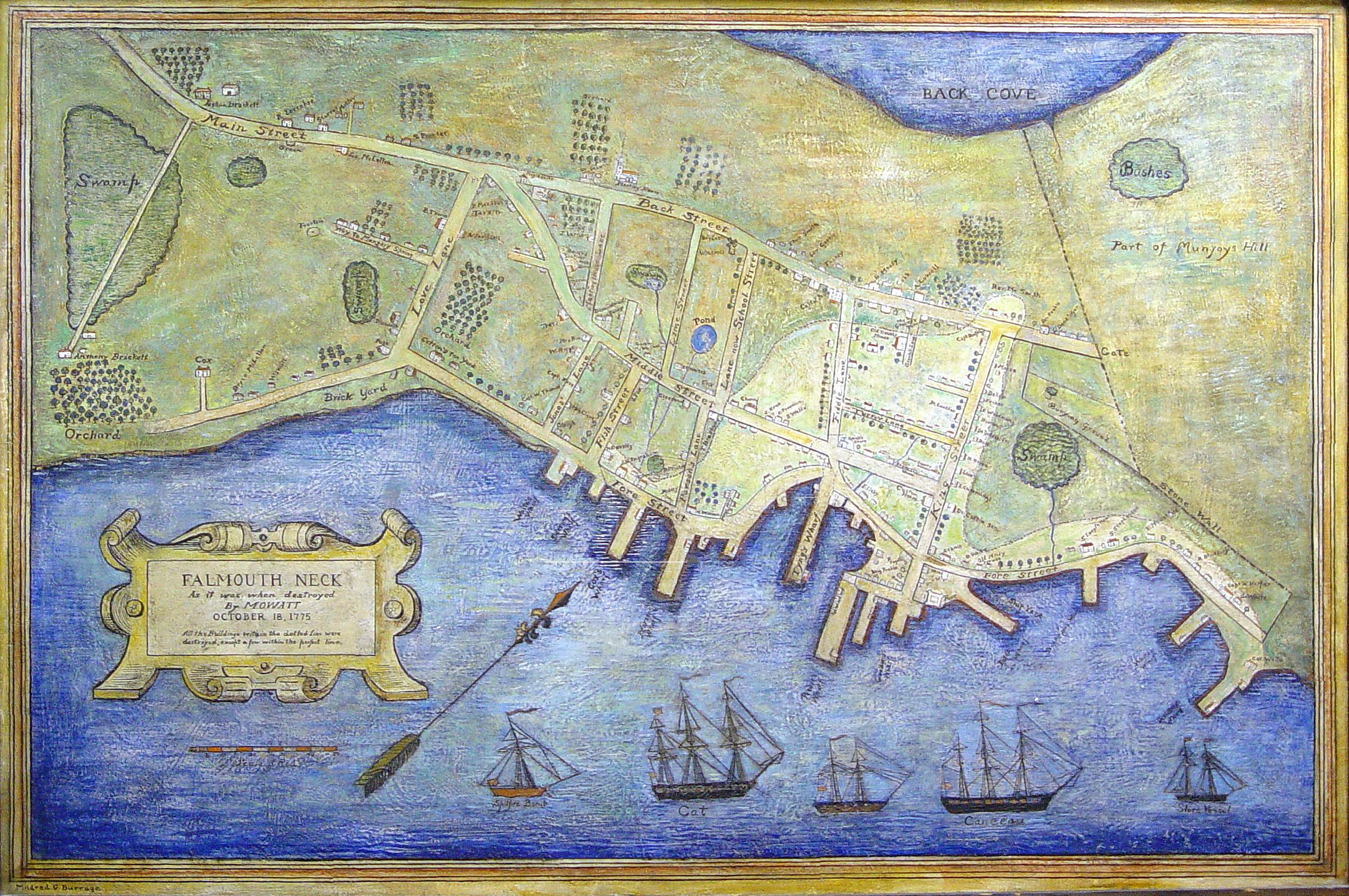
1850年の地図、20世紀初期に彩色、損傷を受けた地域を表している

10月26日、町は困窮した家族のために資金を集める委員会を形成した。少なくとも160家族の1,000人以上の人々（当時の推計人口は2,500人）が先の襲撃で家を失っていた。マサチューセッツ植民地議会は困窮した家族に配る250ポンドを承認し、食料も無い者には15ブッシェル (400 kg) までのトウモロコシを配るよう手配した。1779年になるとファルマスの貧窮家族に別の救済策が認められた。当初から様々な党派によって数多い請願が行われたが、しかるべき補償措置が採られたのは、1791年にアメリカ合衆国議会が2つの土地を補償として認めたときになってからだった。この土地は後にニューポートランドとフリーマンの町になった。ファルマスの町が受けた被害総額は5万ポンド以上と推計された。
ファルマスの町民は町の再建を始めた。1784年には40戸以上の家屋と10軒の店舗を建設していた。1797年までに、400戸以上の家屋が修復または再建され、工場、事務所、市役所などもできていた。1786年にファルマスネックの一部が分離され、現在のメイン州ポートランド市になった。

### 政治的な反応
この襲撃の報せは植民地中に動揺を起こさせた。扇動者達はその残酷さを強調した。マサチューセッツ植民地議会は私掠免許状の発行を承認し、イギリス海軍に対する私掠行為を認めた。第二次大陸会議は国王ジョージ3世の反乱鎮圧宣言が届いたちょうどそのときにこの事件を知った。この報せに激怒した大陸会議は、全ての植民地が自治を宣言し、イギリスの支配と影響力から独立した存在となる推薦状を可決した。ファルマスへの攻撃によって、大陸会議は大陸海軍の創設計画を前進させることになった。10月30日には「統合された植民地の保護と防衛のために」2隻の艦船の発注を承認した。ファルマスの事件は11月25日にも再度取り上げられ、ジョン・アダムズが「アメリカ海軍の真の起源」と表現した法案を通過させた。
事件の知らせが初めてイングランドに届けられたとき、それは反乱の宣伝になるものとして無視された。報告書が確認されるとグレイブスの上官であるジョージ・ジャーメイン卿は立腹よりも驚愕を表し、「私はグレイブス提督が採った手段に良い理由付けを持っているものと期待する」と述べた。ジャーメインは、町がイギリスと仲良くやっていくことをはっきりと拒まない限り、そのような行動を採ってはならないという命令を出していたが、グレイブスがそれを受け取ったのはモワットがファルマスに向かって出港した後のことだった。グレイブスは1775年12月にその任務を解かれたが、その理由は反乱軍の海軍力を抑えられなかったということもあった。ジャーメインはその命令をファルマス焼き討ちの前に発していた。
この事件の知らせは、北アメリカの政治的な展開を注意深く監視していたフランスにも届いた。フランスの外務大臣は「啓蒙され文明化された国の側でこれほど愚かで野蛮なことができるとはとても信じられない」と記した。
モワットの軍歴にはこの行動の結果として傷が付いた。その後何度も昇進が見送られ、この事件における役割を評価せず、あるいはその軍歴から完全に省いたときにやっと昇進できた。

## 類似した報復行為
1775年8月30日、イギリス海軍のジェイムズ・ウォレス大佐はHMSローズを指揮し、コネチカットのストーニントンの港に追い込み捕獲した船舶を捕獲しようとして、町民がこれを阻止したことから、町を砲撃した。町を焼くことまでは考えていなかったので、熱した砲弾や焼夷弾を放つことは無かった。ウォレスはまた1775年10月にロードアイランドのブリストルの町も砲撃した。これは町民が家畜の引き渡しを拒んだ後のことだった。